# Grodziec (województwo śląskie)

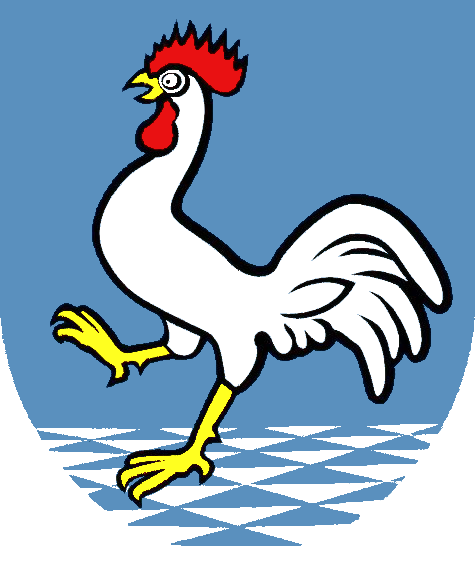
Nieoficjalny herb wsi Grodziec

Grodziec (cz. Hradec, niem. Grodzietz) – wieś sołecka w Polsce, położona w województwie śląskim, w powiecie bielskim, w gminie Jasienica.
Według danych z 2009 r. sołectwo Grodziec ma powierzchnię 975 ha i liczy 1256 mieszkańców, co daje gęstość zaludnienia równą 128,8 os./km².

## Położenie
Miejscowość położona jest nad Zlewańcem i Łańskim Potokiem, na Pogórzu Śląskim u podnóży jednego z jego wybitniejszych wzgórz – Górka (474 m n.p.m., w południowo-wschodniej części wsi). a także Witalusza (398 m n.p.m.) i Goruszki (345 m n.p.m.). Od strony północnej sąsiaduje z Bielowickiem, od strony północno-wschodniej z Łazami, od wschodu ze Świętoszówką i Bierami, na południowym wschodzie z Brenną, na południu z Górkami Wielkimi, na zachodzie z Pogórzem. Pod względem historycznym Grodziec znajduje się na Śląsku Cieszyńskim.

## Integralne części wsi
| SIMC    | Nazwa           | Rodzaj    |
| ------- | --------------- | --------- |
| 0054504 | Belweder        | część wsi |
| 0054510 | Goruszka        | część wsi |
| 0054527 | Grodziec Górni  | część wsi |
| 0054533 | Grodziec Śląski | część wsi |
| 0054540 | Łańska          | część wsi |
| 0054556 | Milówka         | część wsi |
| 0054562 | Pustki          | część wsi |
| 0054579 | Siedlacze       | część wsi |
| 0054585 | Sochówka        | część wsi |
| 0054591 | Zagóra          | część wsi |

## Historia
Miejscowość została po raz pierwszy wzmiankowana w łacińskim dokumencie Liber fundationis episcopatus Vratislaviensis (pol. Księga uposażeń biskupstwa wrocławskiego) spisanej za czasów biskupa Henryka z Wierzbna w latach 1295–1305 jako Grodische villa Snessonis. Wieś znajdowała się wówczas w granicach utworzonego w 1290 roku księstwa cieszyńskiego. Jednakowoż zapis w Liber fundationis... jednoznacznie sugeruje, że owa Grodische, wioska Snessona jest starsza od pozostałych wiosek położonych pomiędzy Skoczowem a Czechowicami wśród których została wymieniona, a gdzieś obok niej istniała druga osada o podobnej nazwie i to jeszcze starsza, gdyż w owym dokumencie nie została wymieniona w ogóle. Z położenia wioski Snessona wynika niewątpliwie, że chodzi o współczesny Grodziec, natomiast drugie Grodische utożsamia się z Grodziszczem, obecnie w granicach gminy Cierlicko w Czechach. 
Nazwa miejscowości wywodzi się od staropolskiej nazwy *gordъ – gród oznaczającej „umocnienie, ogrodzoną osadę” o charakterze obronnym. Tak więc nazwa wsi sugeruje funkcjonowanie tu gródka i podległej mu osady rządzącej się prawem polskim. Gródkiem tym była zapewne drewniana warownia powstała być może jeszcze w czasie funkcjonowania kasztelanii cieszyńskiej, przy trakcie handlowym z Krakowa przez Cieszyn na Morawy. Z końcem XIV wieku na jej powstał murowany dwór obronny. 
Z 1447 pochodzi pierwsza wzmianka o grodzieckiej parafii pw. św. Bartłomieja Apostoła i Męczennika, liczyła wówczas ok. 90 parafian.
Jeszcze w XV wieku Grodziec od księcia cieszyńskiego Kazimierza II otrzymała rodzina szlachecka pochodząca z Brodów herbu Radwan, która następnie przyjęła swoje nazwisko od nazwy tej miejscowości: Grodzieccy (też Grodeccy). W latach 1542–1580 zbudowali oni w miejscu dworu gotycko-renesansowy zamek, a w poł. XVII w. założyli park zamkowy, tworząc zespół zamkowo-parkowy. Kolejnymi po Grodzieckich właścicielami zamku i wsi byli: Marklowscy, Sobkowie, Larischowie, ponownie Marklowscy, Erdmannowie, Kalischowie, Zoblowie, Franciszek Strzygowski i Ernest Habicht. Ten ostatni, władający dobrami w latach 1927–1939, stworzył na zamku dużą kolekcję muzealno-biblioteczną (rozproszoną po różnych muzeach w latach 40.).Po likwidacji w Austrii struktur feudalnych w 1848 (a więc i Księstwa Cieszyńskiego) Grodziec wszedł w skład powiatu bielskiego. Pierwszego czerwca 1888 roku został otwarty szlak kolejowy austro-węgierskiej Kolei Miast Morawsko-Śląskich poprowadzonej z Bielska do Kojetina. Na obrzeżach miejscowości zlokalizowano przystanek kolejowy. 
Według austriackiego spisu ludności z 1888 roku w 71 budynkach w miejscowości mieszkało wówczas 569 osób (303 mężczyzn oraz 266 kobiet) z tego 878 mieszkańców było katolikami, 108 ewangelikami, a 3 wyznawcami judaizmu, 542 było polsko-, 20 niemiecko-, a 6 czeskojęzycznymi. Kolejny spis z 1900 roku zanotował, że w 75 budynkach w Grodźcu na obszarze 973 hektarów mieszkało 567 osób, co dawało gęstość zaludnienia równą 58,3 os./km². 513 (90,5%) mieszkańców było katolikami, 46 (8,1%) ewangelikami a 8 (1,4%) wyznawcami judaizmu, 529 (93,3%) było polsko-, 31 (5,5%) niemiecko-, a 3 czeskojęzycznymi. Do 1910 roku liczba mieszkańców wzrosła do 654 osób.
W latach 1945–1954 r. Grodziec był siedzibą gminy zbiorowej. W latach 1954–1972 wieś należała i była siedzibą władz gromady Grodziec. Po przywróceniu w 1973 r. gmin znalazł się w granicach gminy Jasienica, w latach 1975–1998 należącej do województwa bielskiego. W 1946 r. na terenie dawnych przyzamkowych zabudowań dworskich utworzono Zakład Doświadczalny Państwowego Instytutu Naukowego Gospodarstwa Wiejskiego, od 1962 r. należący do Instytutu Zootechniki Państwowego Instytutu Badawczego. Do Zakładu Doświadczalnego należał również zamek, w 2005 r. został zakupiony przez prywatnego inwestora – Michała Bożka. W 2006 roku powstał odcinek drogi ekspresowej S52.

## Zabytki i obszary chronione
Do zabytków Grodźca zaliczają się:
- gotycko-renesansowy zamek Grodzieckich z lat 1542–1580 (później przebudowywany)
- 12-hektarowy park zamkowy w stylu angielskim założony w poł. XVII wieku
- neogotycki kościół św. Bartłomieja z lat 1908–1910
- ruiny starego kościoła: wybudowany w 1579 r., po 1910 r. popadający w ruinę, w 1927 r. rozebrano wieżę i nawę, od 1984 r. mury prezbiterium i fundamenty nawy zabezpieczone jako trwała ruina
- neogotycka kaplica grobowa rodu Zoblów z 1863 r. na wzgórzu Goruszka
- XVIII- i XIX-wieczne zabudowania gospodarcze należące do Zakładu Doświadczalnego Instytutu Zootechniki P.I.B.
- dom drewniany z XIX w. (wpisany do rejestru zabytków 25 lutego 2022, nr rej. A/942/2022)[18]

W granicach wsi znajdują się dwa rezerwaty przyrody:
- Morzyk, pow. 12 ha, utw. 1996
- Dolina Łańskiego Potoku, pow. 47 ha, utw. 1998
- Pomnik przyrody 600- letni dąb o obwodzie 732 cm.[19]

## Religia
Na terenie miejscowości działalność duszpasterską prowadzi Kościół rzymskokatolicki (parafia św. Bartłomieja).

## Transport
Przez Grodziec biegnie linia kolejowa 190 z Czeskiego Cieszyna do Bielska-Białej, droga ekspresowa S52 (E75) E462 Bielsko-Biała – Cieszyn oraz drogi lokalne do Skoczowa, Bielska-Białej, Bielowicka, Górek Wielkich i Łazów.

## Galeria

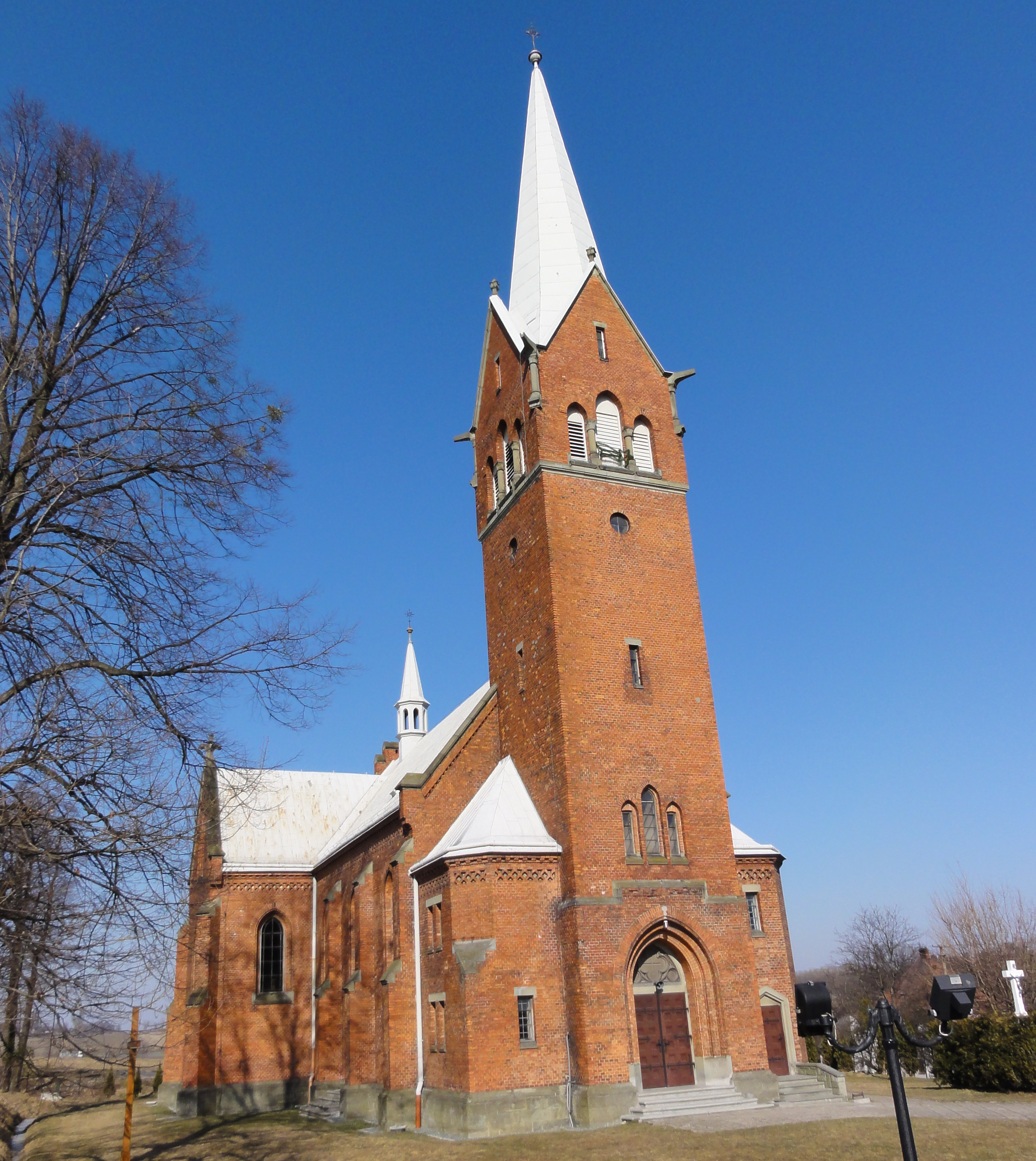
Kościół św. Bartłomieja
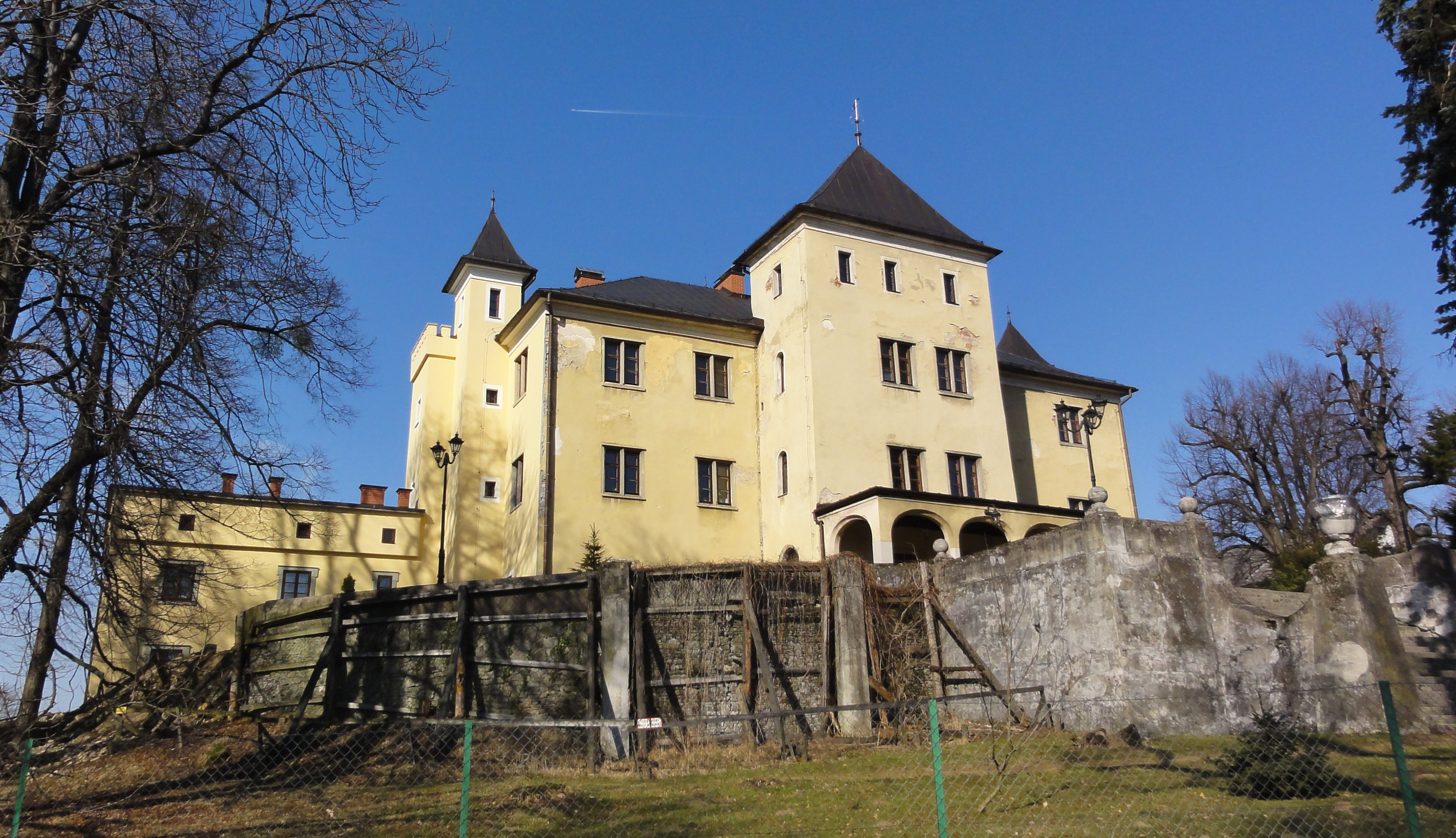
zamek Grodzieckich
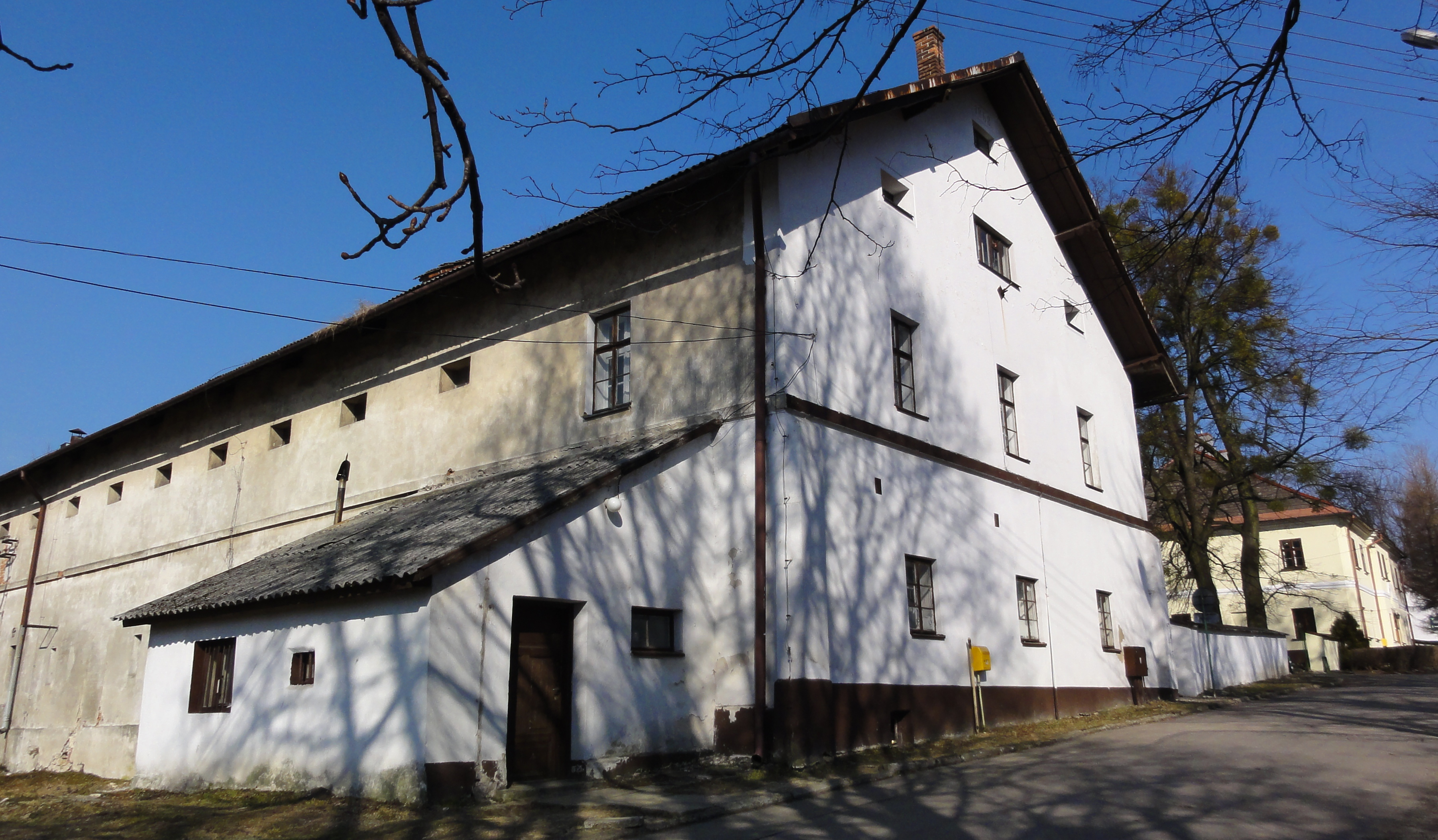
Zakład Doświadczalny Instytutu Zootechniki Państwowego Instytutu Badawczego
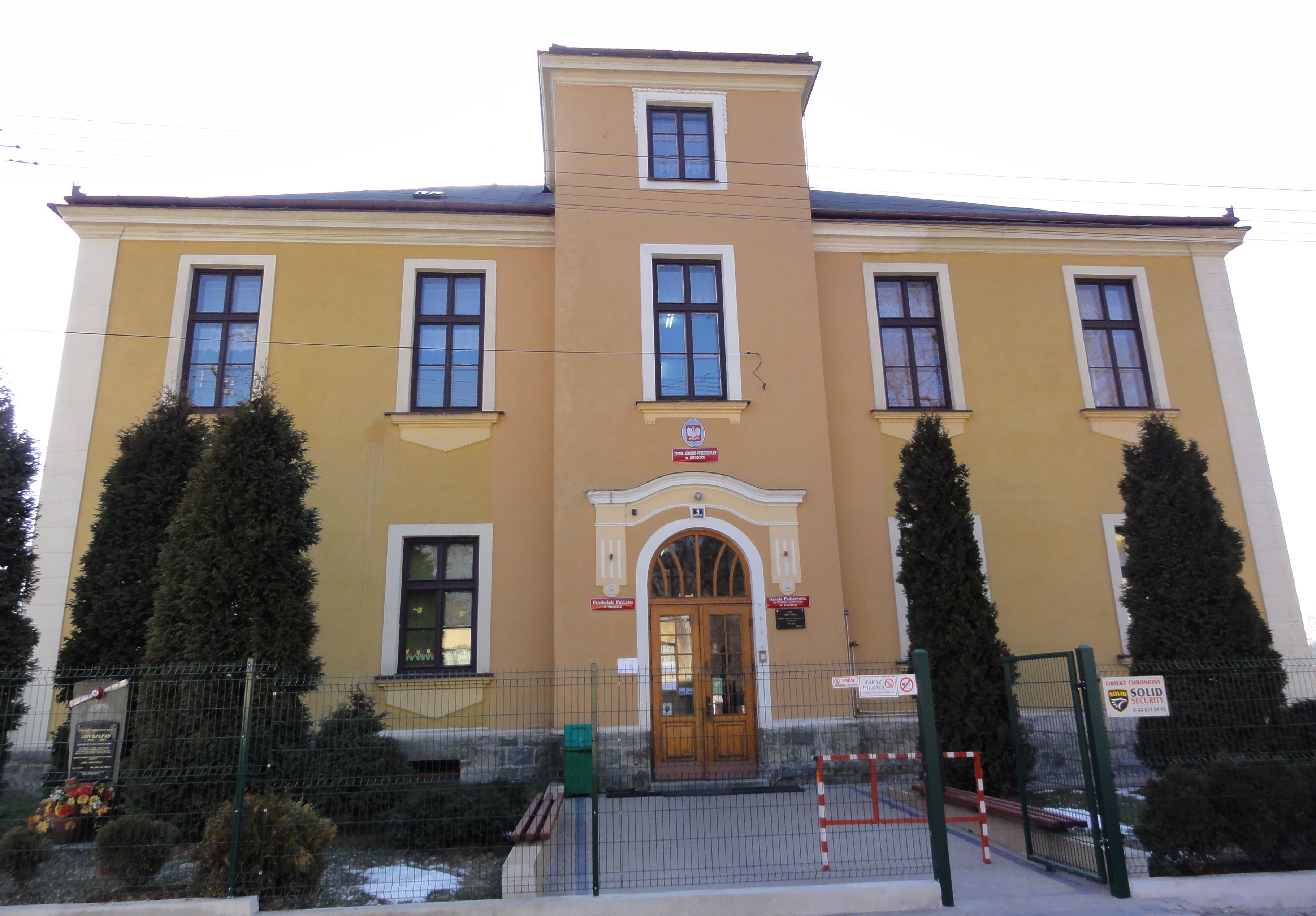
Zespół Szkolno-Przedszkolny
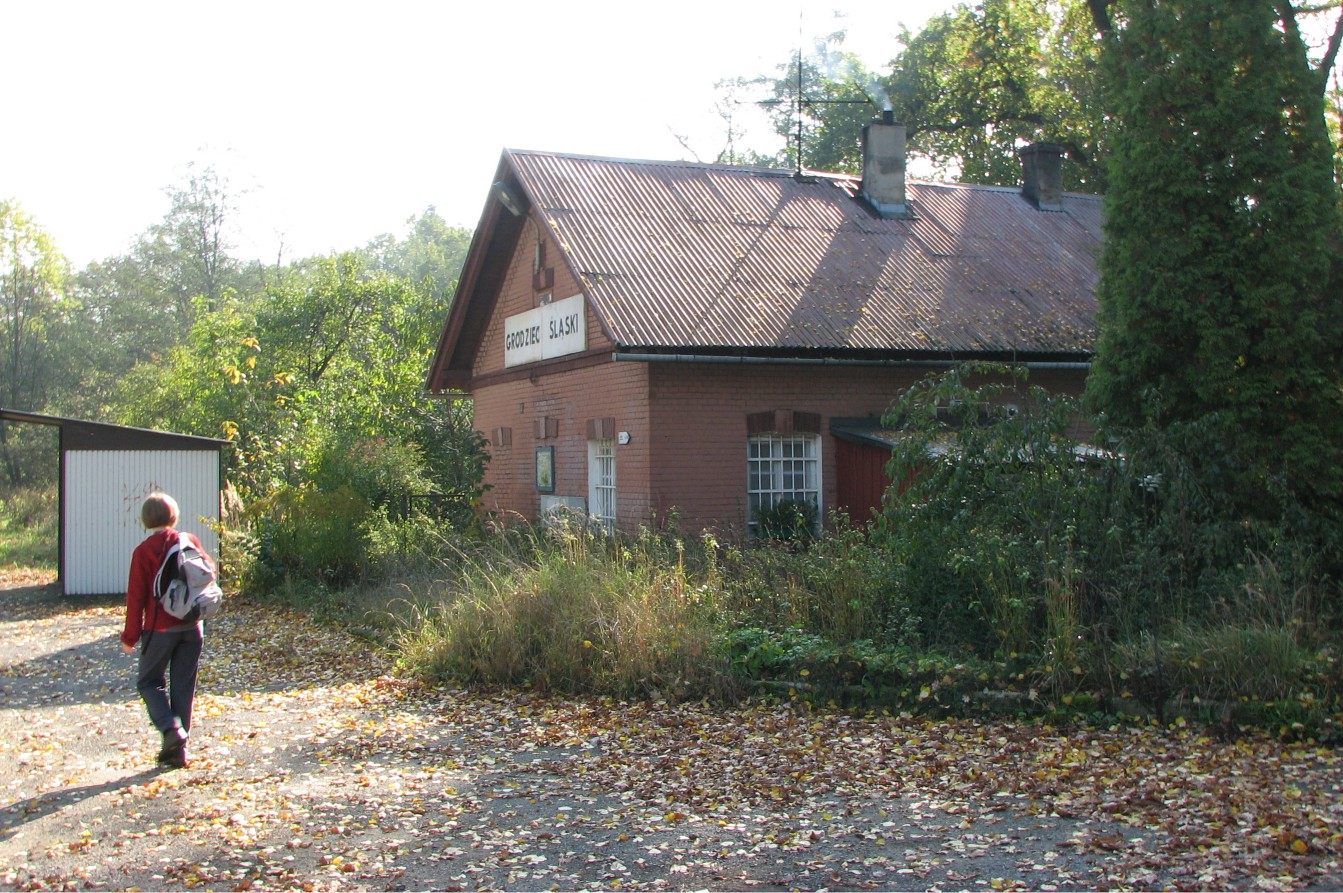
Stacja kolejowa w Grodźcu
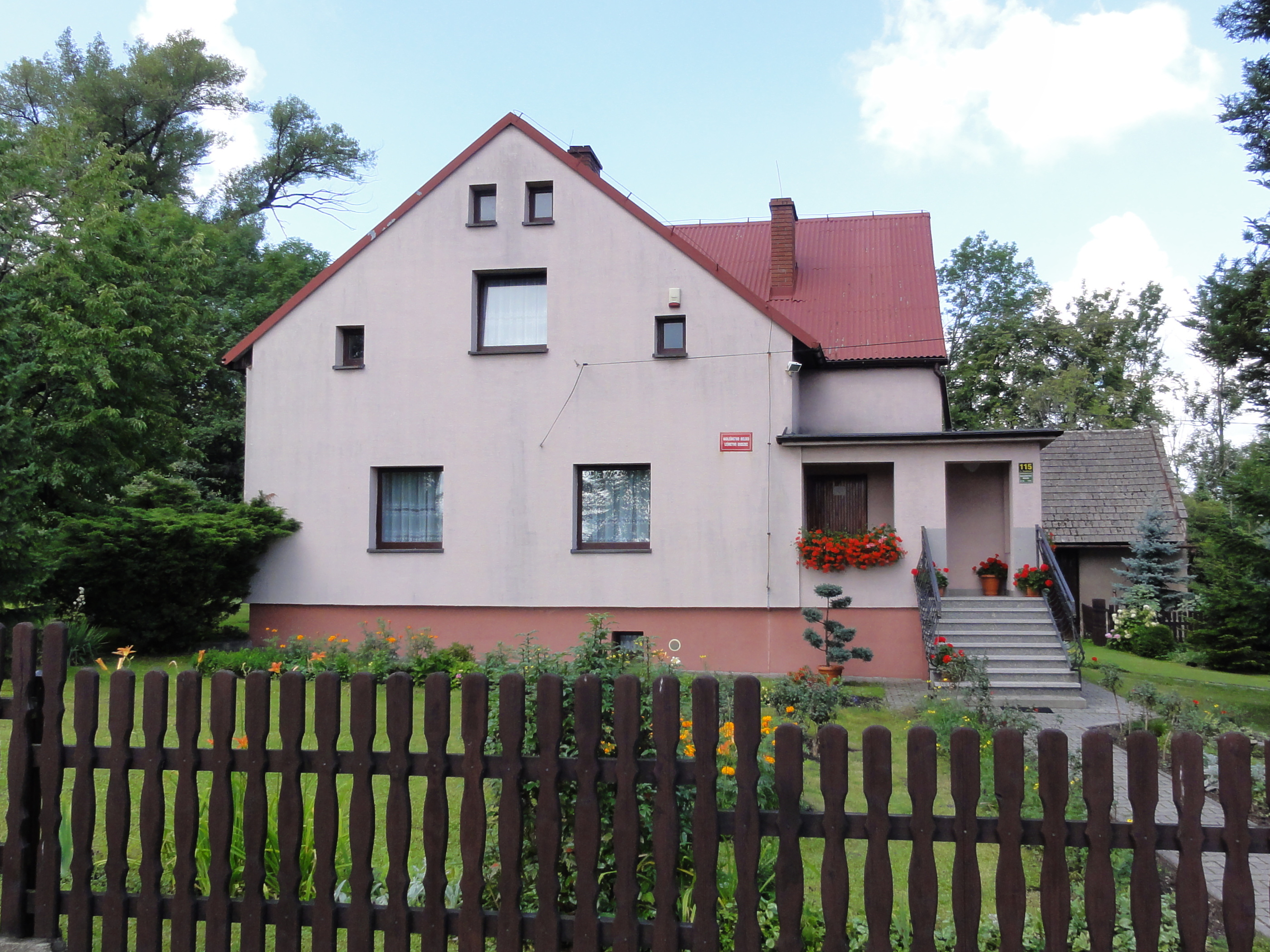
Oddział Nadleśnictwa